# Liste de points extrêmes du Portugal

Carte du Portugal

Voici une liste de points extrêmes du Portugal.

## Latitude et longitude

### Continent européen
- Nord : Melgaço, Viana do Castelo (42° 06′ N, 8° 15′ O)
- Sud : Cabo de Santa Maria, Algarve (37° 58′ N, 7° 53′ O)
- Ouest : Cabo da Roca, Lisbonne (38° 47′ N, 9° 30′ O)
- Est : Paradela, Bragance (41° 35′ N, 6° 11′ O)

### Totalité du territoire
- Nord : Melgaço, Viana do Castelo (42° 06′ N, 8° 15′ O)
- Sud : île de Bugio, Madère (32° 28′ N, 16° 30′ O)
- Ouest : Fajã Grande, Flores, Açores (39° 40′ N, 31° 17′ O)
- Est : Paradela, Bragance (41° 35′ N, 6° 11′ O)

## Altitude
- Maximale :
  - Ponta do Pico, Pico, Açores, 2 351 m
  - Sur le continent européen : Serra da Estrela, 1 993 m
- Minimale : niveau de la mer, 0 m